# Casa al carrer Bernat Vilar, 20 (Olot)
La casa al carrer Bernat Vilar, 20 d'Olot (Garrotxa) és una obra noucentista inclosa a l'Inventari del Patrimoni Arquitectònic de Catalunya.

## Descripció
La casa és de planta irregular amb semisoterrani, pis principal i golfes. La façana principal té una àmplia porta central coronada per un plafó de rajoles vidriades amb motius florals. Les dues grans finestres laterals tenen boniques baranes de ferro amb motius en espiral i a sota, rajoles vidriades. Els angles de les obertures estan decorats amb una motllura en forma de mitja canya, de rajola vidriada de color marró. Les obertures de ventilació del cel ras tenen plaquetes d'estuc amb fullatges. La teulada té amplis voladissos sostinguts per bigues de fusta. Les pilastres de la porta del jardí estan decorades amb rajoles vidriades amb motius florals i coronades per un gran test de pedra artificial.

## Història
A finals del segle xix s'urbanitzà el passeig d'en Blay i poc després el Firalet. A principi del segle XX s'edificà en els terrenys compresos entre el Firalet i la carretera de Sant Joan de les Abadesses. La urbanització d'aquest sector rebrà un fort impuls després de la guerra civil. Es concep com un eixample, amb carrers radio-cèntrics que desemboquen a la plaça Balmes.